# 게이쇼인 (1627년)

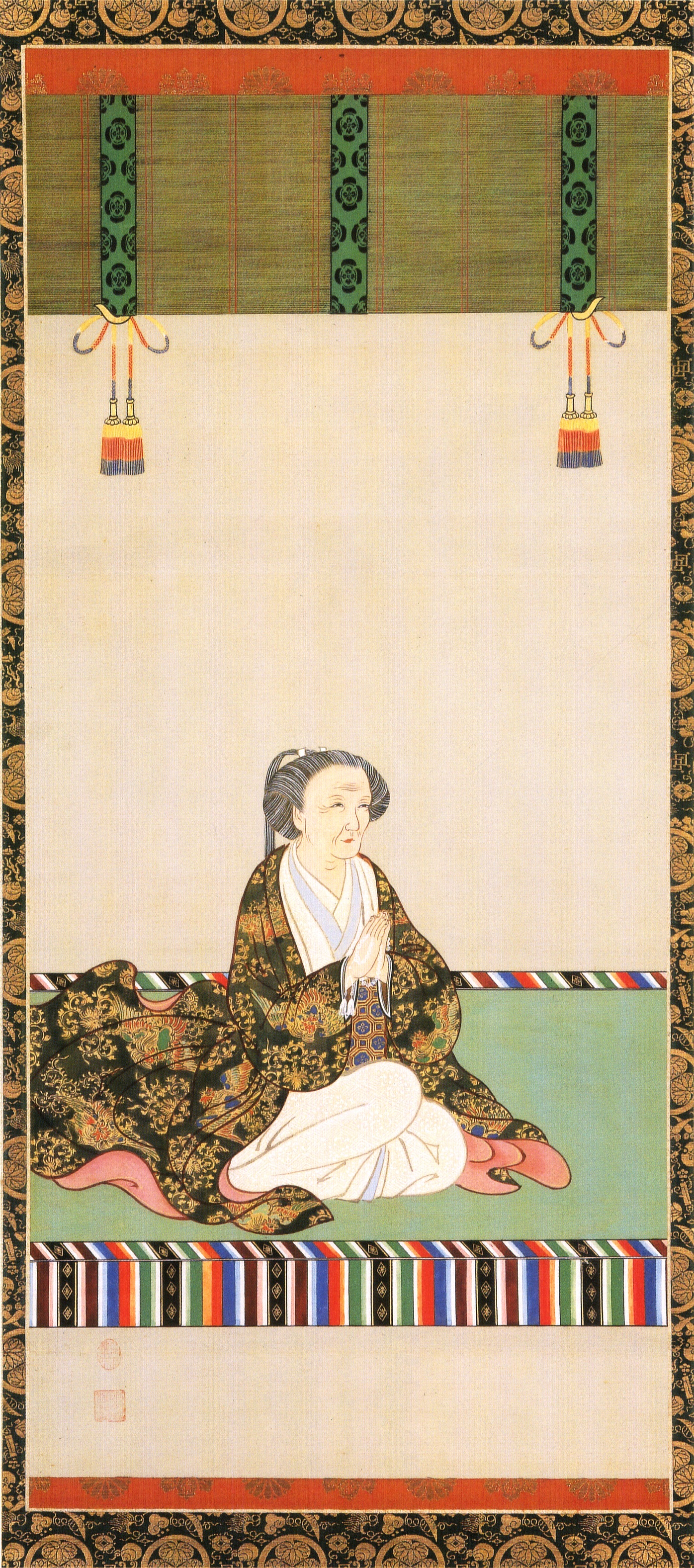
게이쇼인

게이쇼인(일본어: 桂昌院, 1627년(간에이 4년) ~ 1705년 8월 11일(호에이 2년 6월 22일))은 일본 에도 시대의 인물로, 에도 바쿠후 3대 쇼군인 도쿠가와 이에미쓰(徳川家光)의 측실이자 5대 쇼군 도쿠가와 쓰나요시(徳川綱吉)의 생모이다. 본명은 오타마(お玉).

## 출신 배경
도쿠가와 가문의 공식 기록인 『도쿠가와 실기』(徳川実紀)에는 부친이 교토의 대귀족이자 간파쿠인 니조 미쓰히라(二条光平)의 휘하 무사인 기타코지 다로베 무네마사(北小路太郎兵衛宗正)라고 기록되어 있으나 실은 보다 미천한 가문 출신이라는 설이 지배적이다. 문헌에 따라 니시진(西陣織) 가게의 딸, 다다미 가게의 딸 또는 야채 가게의 딸 등으로 다양하게 기록되어 있으나, 이 기록들만 놓고 봤을 때 한 가지 분명한 것은 게이쇼인이 무가(武家)보다는 확실히 격이 떨어지는 집안 출신이었다는 점이다. 가장 후대의 기록인 『옥여기』(玉輿記)에서는 게이쇼인의 생부는 야채 가게를 운영한 '니자에몬'(仁左衛門)이라는 인물이며 기타노지는 후에 모친이 재혼하면서 양부가 된 것으로 기록하고 있다. 모친은 나베다 씨(鍋田氏)이다.

## 생애
교토 다이토쿠진(大德寺) 부근에서 출생하였다. 3대 쇼군 도쿠가와 이에미쓰의 애첩이 되는 오만노가타(お万の方)의 시녀로 에도에 입성하였고, 이후 이에미쓰의 유모인 가스가노 쓰보네(春日局)의 눈에 들어 이에미쓰에게 소개된 뒤 그의 측실이 되었다. 1646년(쇼호 3년) 아들 도쿠가와 쓰나요시를 낳았다.
1651년(게이안 4년) 이에미쓰가 사망하고 호주인(오라쿠노가타)의 아들인 도쿠가와 이에쓰나(徳川家綱)가 4대 쇼군으로 즉위하자 오오쿠를 나와 머리를 깎고 비구니가 된 뒤 난파 산의 지소쿠인(知足院)에 들어갔다. 그러나 이에쓰나가 자식 없이 요절하고 그 뒤를 쓰나요시가 잇자 지소쿠인에서 나와 에도성에 재입성하여 산노마루(三の丸)에 거처하였다. 1702년(겐로쿠 15년) 교토의 조정으로부터 종 1위의 품계와 함께 후지와라 미쓰코(藤原光子)라는 이름을 하사받았다.
1705년 향년 75세로 사망하였다. 도쿄도 미나토구의 조죠지(増上寺)에 묘소가 있으며 교토시 니시쿄구의 요시미네데리(善峯寺)에 게이쇼인을 기리는 비석이 세워져 있다.

## 일화
- 아들 쓰나요시에게 남자 후손이 없는 것을 염려하여 고코쿠지(護國寺)의 주지 류코(隆光)를 그에게 소개, 악명 높은 겐로쿠 살생금지령을 내리도록 하는 데 일조한 것으로 알려져 있다. 그러나 그 당시에는 아직 류코가 에도에 있지 않은 때였던 탓에 현재 이 설은 사실이 아닌 것으로 받아들여지고 있다.

- 쓰나요시의 정실인 다카쓰카사 노부코(鷹司信子)와의 관계가 몹시 나빴던 것으로 알려져 있다. 그러나 이 설을 확실하게 증명해 주는 근거는 없다.

- 무로마치 시대에 벌어진 오닌의 난(応仁の乱) 이후 일부 훼손된 뒤 방치되어 있던 교토 요시미네데리(善峯寺)의 재건에 많은 노력을 기울였다.

- 일본어에서 옥 가마(玉の輿, 다마노코시)는 흔히 평범한 여성이 부유한 남성과 결혼할 때, 즉 한국에서의 '신데렐라'와 같은 뜻으로 통용되는 단어이다. 그러나 여기서의 옥(玉)이라는 단어는 실제 옥이 아닌 게이쇼인을 뜻하는 것이라는 설도 있다. 미천한 신분으로 태어났으나 쇼군의 생모가 되어 막강한 권력을 휘두른 게이쇼인의 생애에 대한 동경이 그러한 단어를 만들어 냈다는 것이다. 또한 교토의 이마미야 신사(今宮神社)에서는 실제로 게이쇼인의 행운을 닮자는 뜻에서 옥구슬 모양의 떡을 만들어 큰 호응을 얻었다고 한다.

## 같이 보기
- 도쿠가와 쓰나요시
- 오오쿠